# A-91
A-91 é um fuzil de assalto de origem russa/soviética, operado por ação bullbup, desenvolvido em 1990 pela KBP (Instrument Design Bureau), como descendente da família A-91 de fuzis de assalto compactos. O A-91 possui suporte para o lança-granadas soviético GP-25 de 40 mm, e utiliza o calibre padrão de origem soviética 5,45 x 39 mm, com uma variante utilizando o calibre padrão da NATO/OTAN 5,56 x 45 mm.
O A-91 é atualmente fabricado em um número pequeno, sendo utilizado por algumas unidades de elite, pelas forças armadas e pela polícia local.